# Антверпен (футбольний клуб)
«А́нтверпен» (нід. Royal Antwerp Football Club) — бельгійський футбольний клуб з міста Антверпен. Заснований близько 1880 року як «Антверпенський крикетний клуб» (нід. Antwerp Cricket Club) англійськими студентами, які проживали в Антверпені, за 15 років до створення Королівської Бельгійської футбольної асоціації. «Антверпен» вважається найстарішим клубом Бельгії. Спочатку не було організованого футболу, в який грали його члени, до 1887 року, коли футбольний клуб було засновано з власним правлінням під назвою «Антверпенський футбольний клуб» (нід. Antwerp Football Club). Будучи найстарішим діючим клубом на той час, «Антверпен» був першим клубом, який зареєструвався в асоціації у 1895 році. Отже, коли в 1926 році були введені реєстраційні номери, клуб отримав номер один.
Команда п'ять разів ставала чемпіоном Бельгії та здобула Кубок Бельгії чотири рази, включаючи дубль у сезоні 2022–2023. У єврокубках «Антверпен» дійшов до фіналу Кубка володарів кубків УЄФА у сезоні 1992–93. Чинний чемпіон Бельгії.

## Історія
«Антверпен» є одним з найстаріших клубів Бельгії, і першим клубом, який вступив до Бельгійської футбольної асоціації. Клуб останнім з представників Бельгії грав у фіналі єврокубків: у фіналі Кубка володарів кубків 1992-93 антверпенці поступилися на «Вемблі» італійській «Пармі» з рахунком 1:3.
«Антверпен» має довгострокову партнерську програму з «Манчестер Юнайтед», за якою орендує молодих гравців англійського гранда.

## Склад команди
Станом на 29 квітня 2025
| №  | Поз. | Нац.       | Гравець                                      |
| -- | ---- | ---------- | -------------------------------------------- |
| 2  | ЗХ   | Бельгія    | Кобе Корбаньє                                |
| 3  | ЗХ   | Бельгія    | Бйорн Енгелс                                 |
| 5  | ЗХ   | Бельгія    | Дам Фаулон                                   |
| 7  | НП   | Суринам    | Гірано Керк                                  |
| 8  | ПЗ   | Бельгія    | Денніс Прат                                  |
| 10 | НП   | Бельгія    | Мішель-Анж Баліквіша                         |
| 11 | НП   | Бельгія    | Джеффрі Гайреманс                            |
| 14 | НП   | Еквадор    | Ентоні Валенсія                              |
| 15 | ВР   | Бельгія    | Яннік Телен                                  |
| 16 | ПЗ   | Аргентина  | Маурісіо Бенітес (в оренді з «Бока Хуніорс») |
| 18 | НП   | Нідерланди | Вінсент Янссен                               |
| 19 | НП   | Узбекистан | Мухаммадалі Урінбоєв                         |

| №  | Поз. | Нац.        | Гравець               |
| -- | ---- | ----------- | --------------------- |
| 20 | ПЗ   | Малі        | Махамаду Думбія       |
| 22 | ПЗ   | Кот-д'Івуар | Фарук Адекамі         |
| 24 | НП   | Бельгія     | Тібо Сомерс           |
| 26 | ЗХ   | Болгарія    | Росен Божинов         |
| 30 | ПЗ   | Німеччина   | Крістофер Скотт       |
| 33 | ЗХ   | Бельгія     | Зено Ван Ден Босх     |
| 43 | ПЗ   | Марокко     | Юссеф Хамдауї         |
| 54 | ЗХ   | Бельгія     | Семм Рендерс          |
| 79 | НП   | Бельгія     | Жерар Вандепла        |
| 81 | ВР   | Бельгія     | Нільс Девалкенер      |
| 91 | ВР   | Бельгія     | Сенне Ламменс         |
|    | ВР   | Японія      | Нодзава Таїсі Брандон |

## Досягнення
Чемпіонат Бельгії:
- Чемпіон (5): 1928-29, 1930-31, 1943-44, 1956-57, 2022-23

Кубок Бельгії:
- Володар (4): 1954-55, 1991-92, 2019-20, 2022-23

Суперкубок Бельгії:
- Володар (1): 2023

Перша ліга Бельгії:
- Чемпіон (1): 1999-00

Кубок володарів кубків УЄФА:
- Фіналіст (1): 1992-93

Кубок УЄФА:
- Чвертьфіналіст (1): 1989/90